# کروین بریستول
کروین بریستول (انگلیسی: Kervin Bristol؛ زادهٔ ۴ سپتامبر ۱۹۸۸) بازیکن بسکتبال اهل ایالات متحده آمریکا است.